# شهرستان صومعه‌سرا
شهرستان صومعه‌سرا (به زبان گیلکی: سۊماسرا) یکی از شهرستان‌های غرب استان گیلان است. مرکز این شهرستان، شهر صومعه‌سرا است.

## موقعیت جغرافیایی
شهرستان صومعه‌سرا از شمال به شهرستان بندرانزلی، از جنوب به شهرستان‌های شفت و فومن، از شرق به شهرستان رشت و از غرب به شهرستان‌های ماسال و رضوانشهر محدود است.
این شهرستان با مساحت ۶۳۳ کیلومترمربع در عرض جغرافیایی ۳۷درجه و ۱۵دقیقه و طول جغرافیایی ۴۹درجه و ۲۰دقیقه واقع شده است.
مرکز این شهرستان یعنی شهر صومعه‌سرا در فاصله تقریبی ۲۳ کیلومتری مرکز استان قرار دارد.

## مردم و زبان
مردم شهرستان صومعه‌سرا گیلک هستند و به زبان گیلکی با لهجه صومعه‌سرایی سخن می‌گویند. همچنین ساکنین ارتفاعات تنیان در بخش میرزا کوچک جنگلی و روستاهای چکوور، لارسر و طالش محله در بخش مرکزی شهرستان به زبان تالشی سخن می‌گویند.

## اقتصاد
صومعه سرا شهری کهن و با قدمت زیاد است. فعالیت‌های اقتصادی شهر عمدتاً بر مبادله محصولات کشاورزی روستاهای اطراف متکی است در محل مناره بازار نزدیک سلجوقیان بر جای مانده‌است این مناره حدود ۲۰ متر ارتفاع دارد. در اطراف صومعه سرا پل‌ها و امامزاده‌ها و آثار زیادی وجود دارد که بسیاری از آن‌ها دارای ارزش تاریخی هستند. با وجود پتانسیل گردشگری، سرمایه‌گذاری درخوری در این صنعت انجام نپذیرفته‌است.
در دهه‌های گذشته، گونه‌هایی از چکمه و کفش‌های چرم زنانه در منطقه ساخته می‌شد.
کشاورزی این شهرستان به سه سیستم آبیاری متکی است رودخانه، سدها و کانال‌های خطوط شبکه آبرسانی و آب‌بندان‌ها. از چهل رودخانه جاری در گیلان بیش از ده رودخانه کوچک و بزرگ در شهرستان صومعه سرا جریان دارد که جملگی از ارتفاعات شهرستان‌های ماسال و فومن سر چشمه گرفته و پس از طی مسافتی و عبور از روستاهای متعدد به تالاب انزلی منتهی می‌شوند میزان آبدهی این رودخانه‌ها در تمام طول سال یکسان نیست و معمولاً از اواخر فروردین تا پایان مرداد آب رودخانه‌ها کاهش می‌یابد و همین رودخانه‌ها علاوه بر نعمتی که به مردم ارزانی می‌دارند در مقاطعی از سال با طغیان خود موجب ضرر و زیان خصوصاً به بخش کشاورزی می‌شوند و به‌طور معمول هر ساله شاهد آسیب‌های ناشی از آن هستیم. ۰ شهرستان صومعه سرا با آب و هوای ویژه خود در اقلیم مرطوب و معتدل قرار داشته و دارای باران فراوان با بیش از هزار میلی‌متر در سال می‌باشد. این شهرستان همانند سایر شهرستان‌های گیلان در مقابل رطوبت زیاد از گرمای متوسط و جریان هوای مطبوع برخوردار بوده که بادهای مختلف در آن جریان دارند که شدیدترین آن باد گرم زمستانی که از غرب وزیده و در کوتاه مدت رطوبت منطقه را خشک و موجبات خسارت و بعضاً آتش‌سوزی می‌شود.
خاک و زمین در شهرستان صومعه سرا به سه گروه تقسیم می‌شود. خاک تالابی که این خاک در شمال شهرستان و در حاشیه تالاب انزلی تشکیل یافته آب زیر زمینی در این نوع خاک‌ها بسیار نزدیک به سطح زمین و غالباً غرقاب است تا حدودی برای چرای احشام مورد استفاده قرار می‌گیرد و غالباً مراتع را تشکیل می‌دهند. خاک جلگه‌ای که معمولاً از رسوبات رودخانه‌ها به وجود آمده و دارای پستی و بلندی اندکی هستند و بهترین خاک برای کشت انواع گیاهان متداول در منطقه خصوصاً برنج است. صومعه‌سرا در سال ۱۳۹۲ دارای ۲۸ هزار هکتار اراضی زیرکشت برنج بوده‌است، و این در حالی است که از ایام قدیم کشاورزان در این منطقه به کشت برنج اشتغال داشته‌اند که نتیجه آن ظهور چند رقم بومی برنج می‌باشد که در نتیجه انتخاب سنتی توسط کشاورزان حاصل شده‌اند. خاک‌های کوهپایه‌ای که این نوع خاک در دامنهٔ کوه‌های البرز قرار داشته، عمق خاک نسبتاً خوب بوده و معمولاً دارای شیب جنگلی می‌باشند و برای کشت گیاهان مناسب هستند. مقدار هجده هزار هکتار از اراضی شهرستان را جنگل تشکیل می‌دهد که عموماً در ارتفاعات و به‌طور پراکنده در نواحی جلگه‌ای قرار دارند و گونه‌های جنگلی، افرا، بلوط و توسکا در آن دیده می‌شود، کاشت صنوبر در سالهای اخیر رایج و شهرستان به عنوان بیشترین تولیدکننده این نوع چوب در ایران محسوب می‌شود.
از ویژگی‌های شهرستان وجود تالاب انزلی در شمال آن است که از نظر زیست‌محیطی، گردشگری و اقتصادی دارای اهمیت ویژه و زیستگاه گونه‌های مختلف پرندگان بومی و مهاجر و انواع آبزیان می‌باشد و به عنوان بزرگ‌ترین تالاب دنیا محسوب و دارای توان‌های بالقوه متعدد می‌باشد که یکی از آن‌ها ارزش چراگاهی حاشیه تالاب است و در حاشیه تالاب بین‌المللی انزلی ساکنین زیادی زندگی می‌کنند که اساس معیشت آنان کشاورزی مبتنی بر برنج، صیفی جات، توتون و نیز فعالیت‌های جنبی صید، شکار و دامداری مبتنی بر پرورش گاو و گاومیش می‌باشد. از مهم‌ترین رودخانه‌های که به تالاب انزلی وارد می‌شوند می‌توان به ماسوله رودخان، قلعه رودخان، پسیخان و… را نام برد. همچنین مناطق حفاظت شده سلکه و سیاه کشیم با اعتبار بین‌المللی به عنوان محل امنی جهت زیستگاه پرندگان مهاجر در شهرستان صومعه سرا واقع است.
معماری سنتی روستایی در صومعه سرا به تجربه گرانبهای گذشتگان تکیه داشته و هماهنگ با عوامل محیطی پدید آمده‌است که در چگونگی معماری عوامل آب و هوایی همچون باران مداوم، وزش بادها، طبیعت و مواد موجود در دسترس نقشی اساسی دارد و در بعضی مناطق نوع خانه‌ها مانند تلمبار، کندوج و… در ارتباط مستقیم با کار کشاورزی است.

## تقسیمات کشوری
شهرستان صومعه‌سرا دارای ۵ بخش، ۱۰ دهستان و ۳ شهر به شرح زیر است:

### شهرستان صومعه‌سرا
| بخش              | مرکز بخش    | جمعیت بخش ۱۳۹۵ | نام دهستان  | مرکز دهستان | جمعیت دهستان ۱۳۹۵ | شهر                 | جمعیت شهر ۱۳۹۵      |
| ---------------- | ----------- | -------------- | ----------- | ----------- | ----------------- | ------------------- | ------------------- |
| مرکزی            | صومعه‌سرا    | ۵۸،۴۹۹ نفر     | کسما        | کسما        | ۷،۶۴۳ نفر         | صومعه‌سرا            | ۴۷،۰۸۳ نفر          |
| مرکزی            | صومعه‌سرا    | ۵۸،۴۹۹ نفر     | پیشخان      | پیشخان      | ۳،۷۷۳ نفر         | صومعه‌سرا            | ۴۷،۰۸۳ نفر          |
| تولم             | مرجغل       | ۲۵،۷۹۱ نفر     | هندخاله     | هندخاله     | ۱۱،۰۱۳ نفر        | مرجغل               | ۶،۷۳۵ نفر           |
| تولم             | مرجغل       | ۲۵،۷۹۱ نفر     | تولم        | لیفشاگرد    | ۸،۰۴۳ نفر         | مرجغل               | ۶،۷۳۵ نفر           |
| میرزا کوچک جنگلی | گوراب زرمیخ | ۲۱،۱۳۹ نفر     | گوراب زرمیخ | گوراب زرمیخ | ۱۲،۷۷۴ نفر        | گوراب زرمیخ         | ۴،۸۴۰ نفر           |
| میرزا کوچک جنگلی | گوراب زرمیخ | ۲۱،۱۳۹ نفر     | مرکیه       | مرکیه       | ۳،۵۲۵ نفر         | گوراب زرمیخ         | ۴،۸۴۰ نفر           |
| طاهرگوراب        | طاهرگوراب   | ۹،۹۷۲ نفر      | طاهرگوراب   | نوکاشت      | ۶،۰۴۶ نفر         | ******************* | ******************* |
| طاهرگوراب        | طاهرگوراب   | ۹،۹۷۲ نفر      | اباتر       | اباتر       | ۳،۹۲۶ نفر         | ******************* | ******************* |
| ضیابر            | ضیابر       | ۹،۶۷۳ نفر      | ضیابر       | چکوور       | ۶،۰۰۷ نفر         | ******************* | ******************* |
| ضیابر            | ضیابر       | ۹،۶۷۳ نفر      | بهمبر       | بیشه‌گاه     | ۳،۶۶۶ نفر         | ******************* | ******************* |

## جمعیت
جمعیت شهرستان صومعه‌سرا براساس سرشماری عمومی نفوس و مسکن در سال ۱۳۹۵ برابر با ۱۲۵،۰۷۴ نفر بوده‌است.